# Phare de Coxsackie
Le phare de Coxsackie (en anglais : Coxsackie Light) est un phare actif situé sur l'île Low près de la ville de Coxaskie sur le fleuve Hudson, dans le Comté de Greene (État de New York).

## Histoire
Le premier phare a été établi en 1830 et le suivant a été allumée en 1868. Le phare a été désactivé en 1940. Le phare était une tour carrée rouge avec des garnitures en granit et une maison de gardien sur une jetée en pierre. La lanterne était noir. La lumière était une lumière blanche fixe de 32 pieds de haut. La lentille d'origine était une lentille de Fresnel de sixième ordre.
Démoli en 1940, il a été remplacé par une tour métallique monté sur les fondations de l'ancien phare. Il marque un virage du fleuve, à environ 2 km au nord de Coxsackie

## Description
Le phare actuel est une tour carrée à claire-voie à structure acier sans galerie et sans lanterne de 11 m de haut. Il émet, à une hauteur focale de 12,5 m, un éclat blanc par période de 4 secondes. Sa portée n'est pas connue.
Identifiant : ARLHS : USA-196 ; USCG : 1-38720 - Admiralty : J1141.2 .

### Lien connexe
- Liste des phares de l'État de New York